# Il s'est attiré des ennuis
Il s’est attiré des ennuis (en russe : Narvalsia) est une nouvelle d’Anton Tchekhov, parue en 1882.

## Historique
Il s’est attiré des ennuis est initialement publiée dans la revue russe Les Éclats, no 47, du 20 novembre 1882, sous le pseudonyme d’Antocha Tchekhonte. Autre traduction française sous le titre Mauvaise Rencontre.
C’est une nouvelle très courte, trois pages à peine, comique et tragique en même temps ; bref, du pur Tchekhov.

## Résumé
Le jeune employé de banque rentre à l’hôtel pour passer une bonne nuit de sommeil ; il est épuisé. À peine ferme-t-il les yeux qu’il entend une fête commencer dans la chambre voisine.
Il supplie, hurle, menace ses turbulents voisins mais rien n’y fait. N’en pouvant plus il rentre en hurlant chez eux et horreur!, il constate que l’hôte de la soirée est son directeur. Il est remercié un mois plus tard.

## Édition française
- Mauvaise Rencontre, traduit par Madeleine Durand avec la collaboration d’E. Lotar, Vladimir Pozner et André Radiguet, dans le volume Premières nouvelles, Paris, 10/18, coll. « Domaine étranger » no 3719, 2004  (ISBN 2-264-03973-6)